# デラウェア郡区 (ペンシルベニア州ノーサンバーランド郡)

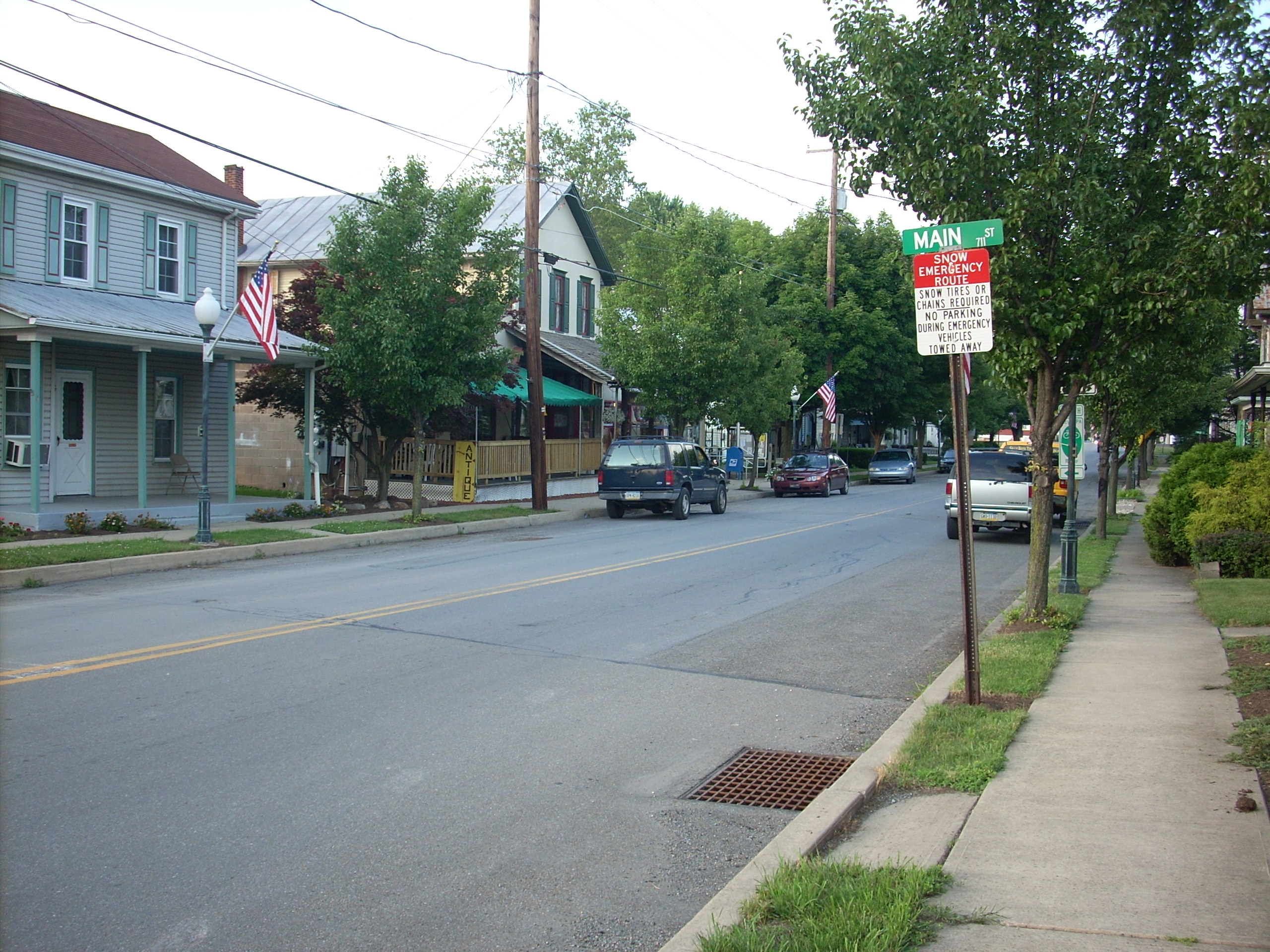
デラウェア郡区内の村、デワートの様子。

州内のノーサンバーランド郡の位置。

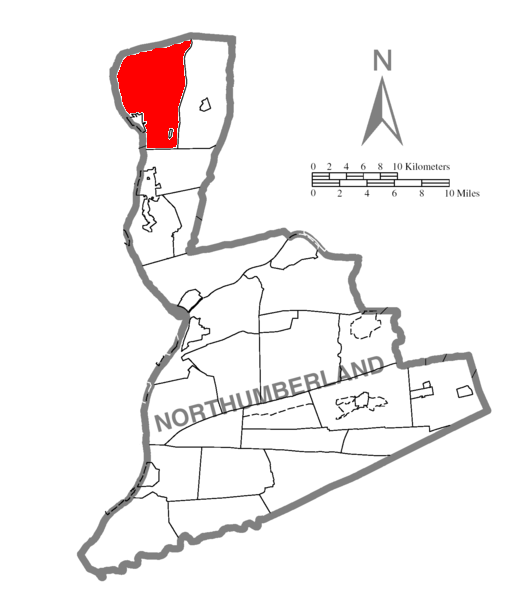
郡内のデラウェア郡区の位置。

デラウェア郡区（Delaware Township）は、アメリカ合衆国ペンシルベニア州ノーサンバーランド郡にある郡区である。2000年現在の人口は4,341人。

## 地理
アメリカ国勢調査局によると、デラウェア郡区の総面積は81.5km2。そのうち78.8km2が陸地で、2.6km2は水に覆われている。

## 人口
2000年の国勢調査によると、デラウェア郡区の人口は4,341人であり、1,678世帯、1,241家族が居住している。人口密度は 1平方キロメートルあたり55.1人である。1,765軒の家があり、1平方キロメートルあたり22.4軒の家が建っている。町の人種構成は、98.80%が白人、0.28%が黒人ないしアフリカ系アメリカ人、0.18%がアメリカ先住民、0.23%がアジア人、0.02%が太平洋諸島系、0.14%がその他の人種であり、0.35%は混血である。人口の0.53%はラテン系である。
全世帯の31.6%には18歳未満の子供が同居しており、63.1%は夫婦で一緒に生活している。7.1%は夫のいない女性が世帯主であり、26.0%は独身である。全世帯の21.5%は一人暮らしであり、9.8%が65歳以上である。平均世帯人数は2.58人、平均家族人数は2.98人である。
デラウェア郡区の人口は、24.5%が18歳未満、18歳以上24歳以下が7.0%、25歳以上44歳以下が29.1%、45歳以上64歳以下が25.3%、65歳以上が14.2%である。年齢の中央値は39歳である。女性100人に対して男性は96.9人であり、18歳以上の100人の女性に対して男性は94.7人である。
町の1世帯あたりの平均収入は39,219ドルであり、1家族あたりの平均収入は45,950ドルである。男性の平均収入が30,138ドルに対し、女性の平均収入は21,417ドルである。1人あたりの収入は17,442ドルである。人口の10.7%（全家族の7.0%）が極貧層である。18歳以下の住民の12.2%、65歳以上の住民の16.1%は貧しい生活を送っている。